# Bernhard Felisch

Bernhard Felisch

Carl Friedrich Bernhard Felisch (* 6. April 1839 in Obersdorf, heute zu Müncheberg; † 24. Oktober 1912 in (Berlin-)Grunewald) war ein deutscher Architekt, Bauunternehmer, Interessenvertreter des Baugewerbes sowie konservativer Abgeordneter des Preußischen Abgeordnetenhauses.
Nach dem Abschluss der Schule erlernte Felisch das Bauhandwerk. Zwischen 1860 und 1867 studierte er an der Berliner Bauakademie. Nach der Baumeisterprüfung 1868 war er als Architekt und Bauunternehmer in Berlin tätig. Er erbaute zahlreiche Wohnhäuser und einige Altersversorgungsanstalten.
Nach der Einführung der Gewerbefreiheit 1869 setzte er sich für die Interessen des Baugewerbes ein. Er war Redakteur der Baugewerkszeitung sowie Gründer der deutschen Baugewerksvereine und des Verbandes deutscher Baugewerksmeister, außerdem setzte er sich für die Errichtung und den Ausbau der preußischen Baugewerkschulen ein. Felisch selbst leitete ehrenamtlich die Fachschule für Maurer und Zimmerleute in Berlin. Er beteiligte sich intensiv an der praktischen Umsetzung der Arbeiterversicherungsgesetze im Baugewerbe. Seit Inkrafttreten des Unfallversicherungsgesetzes 1885 war Felisch Gründer und Vorsitzender des Verbands der deutschen Baugewerks-Berufsgenossenschaften. Außerdem war er Vorsitzender des Arbeitgeberbundes für das Baugewerbe.
Felisch war einer der maßgeblichen Organisatoren der Berliner Gewerbeausstellung 1879. Bei der folgenden Berliner Gewerbeausstellung 1896 war er stellvertretender Vorsitzender im Arbeits-Ausschuss, Mitglied im Geschäftsführenden Ausschuss und stellvertretender Vorsitzender der Baukommission.
Felisch gehörte für die Deutschkonservative Partei von 1896 bis 1912 dem preußischen Abgeordnetenhaus an, und zwar für den Wahlkreis Potsdam 9 – Teltow, Charlottenburg (Stadt), Schöneberg (Stadt), Rixdorf (Stadt), Beeskow-Storkow.
1905 wurde er zum Baurat und 1909 zum Geheimen Baurat ernannt.

## Bauten
- 1882–1883: Wohnheim der Friedrich-Wilhelm-Viktoria-Stiftung, Elsenstraße 5–8 in (Berlin-)Treptow (nicht erhalten)
- 1891–1892: Wohnheim der Clara-Lange-Schucke-Stiftung, Reinickendorfer Straße 58B in (Berlin-)Gesundbrunnen (unter Denkmalschutz)[5]